# Acer lauyuense
Acer lauyuense é uma espécie de árvore do gênero Acer, pertencente à família Aceraceae.